# Mick Wadsworth
Michael Wadsworth, detto Mick (Barnsley, 3 novembre 1950) è un allenatore di calcio, dirigente sportivo ed ex calciatore inglese, di ruolo attaccante.

## Carriera

### Giocatore
Ha giocato fino al 1977 nel Scunthorpe Utd.

### Allenatore

#### 1993-2003: dal Carlisle United all'Huddersfield Town
Ha cominciato la propria carriera da allenatore nel 1993, alla guida del Carlisle Utd. Il 28 gennaio 1999 è diventato tecnico del Colchester Utd. Ha mantenuto l'incarico fino al 25 agosto 1999. Il successivo 15 settembre è diventato vice allenatore del Newcastle Utd. Nell'estate 2001 è stata ufficializzata la sua nomina a vice allenatore del Southampton. Il rapporto si è interrotto il 6 novembre 2001. Il giorno successivo l'Oldham Athletic ne ha annunciato l'ingaggio come allenatore della prima squadra. Nell'estate 2002 viene ingaggiato dall'Huddersfield Town. Ha mantenuto l'incarico fino al 26 marzo 2003.

#### 2003-presente: dalla nazionale della RD del Congo al Celtic Nation
Nel novembre 2003 è stato nominato commissario tecnico della Nazionale della RD del Congo. Ha partecipato, con la Nazionale della RD del Congo, alla Coppa d'Africa 2004. Nel febbraio 2004 ha concluso la propria esperienza da commissario tecnico. Nell'estate 2004 viene ingaggiato dal Beira-Mar. Nel gennaio 2005 è divenuto vice allenatore dello Shrewsbury Town. Nell'estate 2009 il Chester City ne ha annunciato l'ingaggio. Nell'estate 2010 è diventato vice allenatore dell'Hartlepool Utd. Il successivo 19 agosto viene chiamato alla guida della prima squadra. Ha mantenuto l'incarico (ad interim fino al dicembre 2010) fino al 6 dicembre 2011. Il 29 aprile 2013 ha firmato un contratto con il Celtic Nation. Il rapporto si è interrotto il 19 settembre 2013.

### Dirigente
Il 4 luglio 2006 è diventato direttore sportivo del Gretna. L'esperienza si è conclusa il 13 maggio 2008.

## Palmarès

### Allenatore

#### Competizioni nazionali
- Campionato inglese di quarta divisione: 1

Carlisle United: 1994-1995